# Eugen Jaromir Franz Czernin von und zu Chudenitz

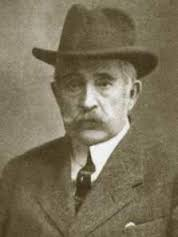
Eugen Graf Czernin

Eugen Jaromir Franz Graf Czernin von und zu Chudenitz, auch Eugen Graf Czernin von und zu Chudenitz oder Eugen Czernin, getauft als Eugen Jaromir Franz de Paula Wolfgang (* 13. Februar 1851 in Wien; † 5. November 1925 in Petersburg, Tschechoslowakei) war Abgeordneter zum Österreichischen Abgeordnetenhaus.

## Leben
Eugen Jaromir Franz Czernin war der älteste Sohn von Jaromir Graf Czernin († 1908) und Bruder von Franz Jaromir Eugen Czernin von und zu Chudenitz, der ebenfalls politisch aktiv war. Beide saßen auch einige Zeit gemeinsam im böhmischen Landtag und im österreichischen Abgeordnetenhaus. Er war Nutznießer des Fideikommisses Chudenitz in Böhmen. Ab 1906 verwaltete und ab 1908 besaß er das Primogenitur-Fideikommiss Chudenitz, Neuhaus, Petersburg, Schönhof etc. in Böhmen.
Eugen Czernin war von 1910 bis 1918 Obmann der Slovanská Beseda in Wien und ab 1910 Präsident der Modernen Galerie des Königreiches Böhmen in Prag.
Im Jahr 1911 wurde er Ritter des Ordens vom Goldenen Vlies (siehe Liste).
Er war römisch-katholisch und ab 1876 verheiratet mit Franziska Prinzessin Schönburg-Hartenstein, mit welcher er aber keine Kinder hatte. Er war Schwiegersohn von Alexander Fürst Schönburg-Hartenstein und Schwager von Siegfried Altgraf Salm-Reifferscheidt, Friedrich Graf Schönborn, Johann Graf Ledebur-Wicheln und Alois Fürst Schönburg-Hartenstein.

## Politische Funktionen
- 1883–1889 und 1890–1913: Abgeordneter zum Böhmischen Landtag
- 5. Dezember 1882 bis 23. April 1885: Abgeordneter des Abgeordnetenhauses im Reichsrat (VI. Legislaturperiode), Kronland Böhmen, Kurie Großgrundbesitz, in einer Nachwahl nach dem Tod von Ferdinand Freiherr von Kotz[3]
- 28. September 1885 bis 23. Januar 1891: Abgeordneter des Abgeordnetenhauses im Reichsrat (VII. Legislaturperiode), Kronland Böhmen, Kurie Großgrundbesitz
- Ab dem 2. Juni 1909 war er Mitglied im Herrenhaus in der Gruppe der Rechten.

## Klubmitgliedschaften
Eugen Czernin war Mitglied im Český club (Böhmischer Klub, konservativer Großgrundbesitz).